# Campionato zimbabwese di calcio
Il campionato zimbabwese di calcio, organizzato dalla Federazione calcistica dello Zimbabwe (ZIFA), è articolato su tre livelli: il massimo livello nazionale, la Premier Soccer League, a cui prendono parte 18 squadre, la seconda divisione, detta Division One, cui prendono parte 64 squadre, e la Division Two.

## Struttura
| Livello | Divisioni                        |
| ------- | -------------------------------- |
| 1       | Premier Soccer League 18 squadre |
| 2       | Division One 64 squadre          |
| 3       | Division Two ? squadre           |